# Manu Bhaker
Manu Bhaker (ur. 18 lutego 2002) – indyjska strzelczyni sportowa, medalistka olimpijska z Paryża (2024).

## Życiorys
Urodziła się w 2002 roku w stanie Hariana. W szkole podstawowej trenowała tenis i boks, a w 2016 roku rozpoczęła trenowanie strzelectwa sportowego.
W 2021 roku jako reprezentantka Indii wzięła udział w Letnich Igrzyskach Olimpijskich 2020 w Tokio, gdzie w konkurencji strzelania z pistoletu pneumatycznego na 10 m zajęła 12. miejsce, a w konkurencji strzelania z pistoletu na 10 m mikstów zajęła wraz z Saurabhem Chaudhary 7. miejsce. W konkurencji pistoletu sportowego zajęła 15. miejsce.
W 2024 roku ponownie wystartowała w barwach Indii na Letnich Igrzyskach Olimpijskich, gdzie w konkurencji pistoletu pneumatycznego zdobyła brązowy medal, podobnie jak w konkurencji strzelania z pistoletu pneumatycznego mikstów wraz z Sarabjotem Singh. W pistolecie sportowym zajęła 4. miejsce.